# Priority Records
Priority Records ist ein US-amerikanisches Plattenlabel. Mittlerweile ist es im Besitz und unter der Verwaltung des Labels EMI Music. Hauptsächlich durch die Förderung und Produktion verschiedener Hip-Hop- und Rap-Künstler machte sich Priority Records einen Namen.

## Die Anfänge
Das in Los Angeles sitzende Unternehmen wurde 1985 von Bryan Turner, Mark Cerami und Steve Drath gegründet. Die Jahre zwischen 1987 und 2001 waren die erfolgreichsten für Priority Records. Musikgrößen wie N.W.A, Ice Cube, Master P, Snoop Dogg, Mack 10, Westside Connection, Eazy-E und Ice-T zählten zu ihren Schützlingen.

## Die Übernahme durch EMI Music
Anfang der 1990er Jahre schloss Priority Records mit EMI Music einen Vertriebsvertrag. Das Label blieb völlig selbständig, bis es 1996 zur Hälfte von EMI Music übernommen wurde. Im Jahre 1998 ging das Unternehmen komplett in den Besitz des deutlich größeren Labels über. Nach der Übernahme arbeitete Priority Records zunächst unter eigenem Namen, bis es im Jahr 2001 vollständig in die EMI-Tochter Capitol Records überging.

## Die Wiederkehr
Ende 2006 belebte EMI das Label wieder. Die ersten Alben unter dem neuen, alten Namen werden im Frühjahr 2007 erwartet. Künstler wie C-Murder und Duece Poppi sollen Priority Records wieder zu einem erfolgreichen HipHop- und Rap-Plattenlabel machen.